# Exposition universelle de 1862
L’Exposition universelle de 1862 se tint à Londres du 1er mai au 1er novembre 1862. Outre les jardins  de la Royal Horticultural Society, dans South Kensington, elle occupait l'emplacement de l'actuel Musée d'histoire naturelle de Londres et du Science Museum.

## Déroulement
Cette exposition, financée par la Royal Society of Arts, Manufactures and Trade, recevait 28 000 exposants venant de 36 pays, qui représentaient un large éventail de l'industrie, la technologie et les arts décoratifs de l'époque.

### Les locaux

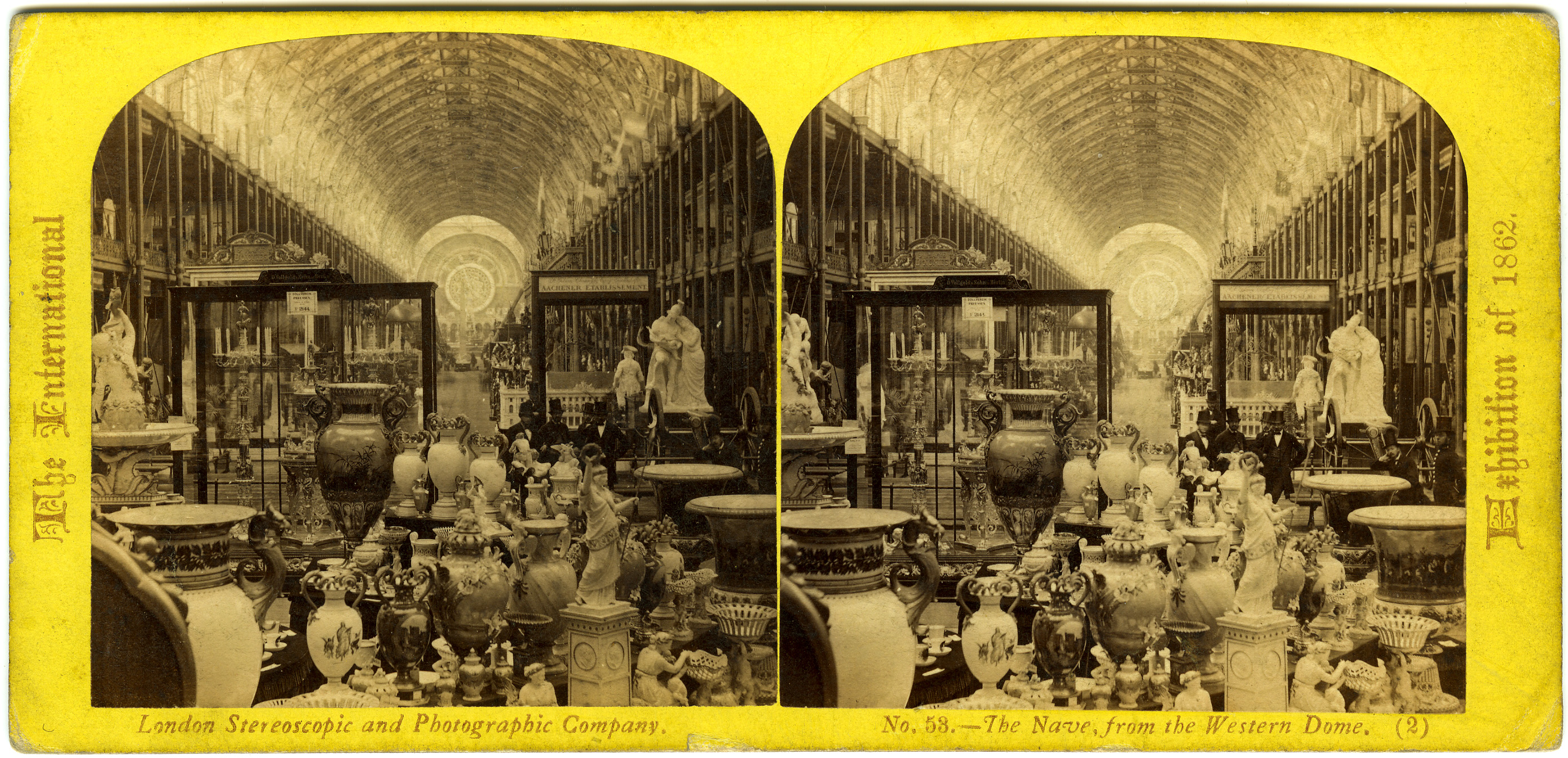
Une photographie stéréoscopique du hall de l'Exposition.

Elle s’étendait sur 9 hectares de terrain, avec une halle construite pour l'occasion par Charles et Thomas Lucas, et Sir John Kelk, sur des plans du capitaine Francis Fowke (1823-1865). Le coût des travaux, de 300 000 £, était couvert par les profits de l’Exposition universelle de 1851. Cet édifice comportait un corps principal et deux ailes à angle droit de ce corps, pour abriter les machines industrielles et l'outillage agricole ; ces ailes furent démolies à la fin de l'Exposition. La grande façade, qui s'ouvrait le long de Cromwell Road était longue de 351 m, et ornée de deux coupoles de verre, de 79 m de hauteur chacune. Bien qu'elles aient été alors les plus grandes coupoles du monde, elles firent peu d'impression, moquées dans la presse comme de « grands bols de soupe » (colossal soup bowls) et « une horreur nationale  » ; quant au bâtiment, The Art Journal le taxa de « cabane délabrée » (a wretched shed). Le Parlement repoussa la proposition du gouvernement de racheter le bâtiment, si bien que les matériaux de construction furent revendus. Ils furent réutilisés pour la construction d’Alexandra Palace.

### Les articles
L'Exposition comportait de grandes machines comme certains éléments de la machine analytique de Charles Babbage, des fileuses-tisseuses, et des moteurs de navire comme ceux de la firme Maudslay, mais aussi une multitude d'articles comme des pièces de tissu, des tapis, des sculptures, des meubles, des articles de porcelaine, de verre et d'argenterie, et du papier à tapisser. L’Exposition présentait également diverses applications de la vulcanisation du caoutchouc ; un prototype de matière plastique : la Parkesine, et le procédé Bessemer pour la fabrication de l'acier.
Le peintre romantique français Paul Huet y présente son tableau L'Inondation de Saint-Cloud acheté par le gouvernement français en 1857.

### Bilan
Pourtant, lorsqu'on fit le bilan de l'opération, l'opinion de la presse était que cette manifestation était un demi-échec à côté de l’Exposition universelle de 1851. En tout, elle attira environ 6,1 millions de visiteurs. Les recettes (459 632 £) couvraient à peine les dépenses (458 842 £), dégageant un profit de 790 £.

## Impact sur le mouvement ouvrier
Cette exposition universelle eut des répercussions importantes sur le mouvement ouvrier européen, en faisant circuler des idées nouvelles et en mettant en lien des militants.
En 1862, du 19 juillet au 15 octobre, le gouvernement français envoie une délégation de 550 ouvriers à l'exposition de Londres, pour étudier les produits et procédés de l'industrie anglaise. Cette délégation entre alors en contact avec le Conseil londonien des syndicats. Les échanges nés de cette rencontre permettent d'organiser l'année suivante un meeting de solidarité commun en faveur de la Révolution polonaise le 22 juillet 1863 à Londres auquel participèrent les syndicalistes anglais (dont George Potter (en) et George Odger) et parisiens (parmi lesquels figure Henri Tolain). Ces rencontres aboutissent à la rédaction d'une adresse des ouvriers britanniques à leurs homologues français. Celle-ci en appelle à la coopération internationale entre ouvriers, avec pour objectifs principaux de peser sur la politique étrangère des gouvernements afin de soutenir les mouvements de libération nationale et de lutter contre la mise en concurrence des travailleurs à l’échelle internationale, essentiellement contre le recrutement de main-d’œuvre étrangère pour briser les grèves ou tirer les salaires vers le bas.
Des délégués de la Fédération des associations ouvrières allemandes étaient également présents, et cela fut une des raisons de la création du premier parti ouvrier allemand, l'ADAV, en 1863.
Le 28 septembre 1864, un congrès ouvrier européen se tient au Saint-Martin's Hall de Londres à l’initiative des ouvriers britanniques des Trade Unions. La décision y est prise de créer l'Association internationale des travailleurs (appelée plus tard « Première Internationale »), qui unit des éléments du mouvement ouvrier de divers pays.